# Rain Magazine
Rain Magazine est une revue spécialisée dans les technologies, l'environnement et l'organisation communautaire publié depuis octobre 1974.

## Histoire
Rain est fondée à Portland, dans l'Oregon, en 1974,,,,. 
Rédigée en anglais, sa publication est variable ; elle peut être mensuelle comme trimestrielle. Elle est dirigée tour à tour par Steve Johnson, Lane deMoll, Tom Bender, Greg Bryant, F. Lansing Scott, Marcia Johnson, Lee Johnson, Phil Conti, Del Greenfield, Tad Mutersbaugh, Mark Roseland, Debra Whitelaw, Karen Struening, Carlotta Collette, Steve Rudman, Scott Androes, Mimi Maduro, Steven Ames, Linda Sawaya, John Ferrell, Rob Baird, Tanya Kucak, Katherine Sadler, Jeff Strang, Nancy Cosper, Laura Stuchinsky, Stephen Schneider et Danielle Janes.
Elle propose des articles sur des sujets variés concernant la mode, la musique, l'environnement, les technologies, etc. et propose une version numérique.